# Stigmella fulva
Stigmella fulva là một loài bướm đêm thuộc họ Nepticulidae. Nó được tìm thấy ở New Zealand.
Chiều dài cánh trước là 4–5 mm. Con trưởng thành bay từ tháng 1 đến tháng 3 và từ tháng 8 đến tháng 12. Reared specimens emerged in tháng 5 và tháng 7. There are apparently continuous generations throughout the year.
Ấu trùng ăn Olearia species, such as Olearia arborescens,
Olearia ilicifolia, Olearia nitida và Olearia macrodonta. Chúng xuất hiện phổ biến nhất trên cây Olearia arborescens. Chúng ăn lá nơi chúng làm tổ. 